# Filipstad (commune)
La commune de Filipstad est une commune suédoise du comté de Värmland. Environ 10 560 personnes y vivent (2020). Son chef-lieu se situe à Filipstad.

## Localités principales
- Filipstad
- Lesjöfors
- Nordmark
- Nykroppa
- Persberg